# Feroze Gandhi

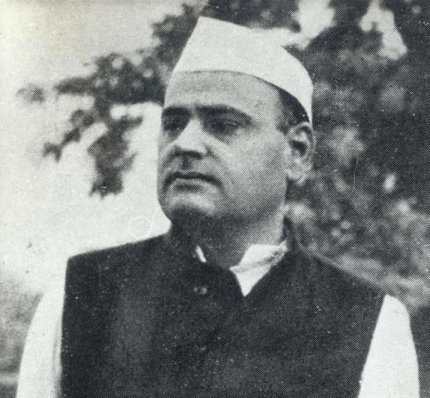
Feroze Gandhi ca 1945.

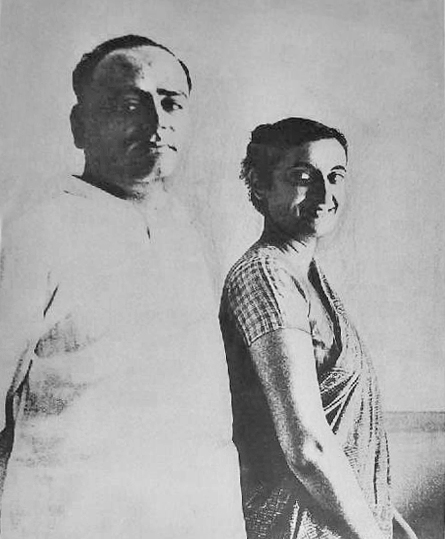
Feroze och Indira Gandhi ca 1945.

Feroze Gandhi, ursprungligen Feroze Jehangir Ghandy, född 12 september 1912 i Bombay, död 8 september 1960 i New Delhi, var en indisk journalist och politiker. Han är mest känd som make till Indira Gandhi, född Nehru. De gifte sig 1942, i en hinduisk och zoroastrisk vigselceremoni.
Gandhi tillhörde folkgruppen parser som är zoroastrier och har sitt ursprung i Iran. Han ändrade stavningen av sitt efternamn från Ghandy till Gandhi eftersom han såg upp till Mahatma Gandhi.
Från 1952 satt Feroze Gandhi i Lok Sabha på ett mandat för Kongresspartiet, men befann sig ofta på kollisionskurs med premiärminister Jawaharlal Nehru, sin svärfar.
2016 gav den svenske journalisten Bertil Falk ut en bok om Feroze Gandhi med titeln Feroze: the forgotten Gandhi.